# Нойербург, Ханс
Ханс Нойербург (нем. Hans Neuerburg; 2 ноября 1932 — до 2004) — немецкий футболист, вратарь. Выступал за сборную Саара.

## Биография
О начальных этапах карьеры Нойербурга ничего неизвестно. В сезоне 1954/55 он был игроком клуба «Шпортфройнде 05», в составе которого сыграл 28 матчей в юго-западной зоне немецкой Оберлиги и занял с командой последнее место. Спустя сезон «Шпортфройнде» вернулся в высшую лигу, но данных о сыгранных Нойербургом матчах в сезоне 1956/57 нет. Дальнейшая судьба после 1957 года неизвестна.
В составе сборной Саара провёл единственную игру, 3 июня 1956 года сыграл полный матч против второй сборной Португалии (0:0).